# (1927) Suvanto
(1927) Suvanto (aussi nommé 1936 FP) est un astéroïde de la ceinture principale, découvert le 18 mars 1936 par Rafael Suvanto (en) à Turku en Finlande.

## Nom
Il a été nommé en hommage à Rafael Suvanto (en), son découvreur qui tomba à Summa, en Finlande lors des derniers jours de la guerre d'Hiver, lors de la Seconde Guerre mondiale. Rafael était assistant de Yrjö Väisälä.
C'est un des rares cas où le nom du découvreur est donné, ce qui est déconseillé par le Centre des planètes mineures pour les planètes mineures, contrairement aux comètes.

## Compléments